# USS LST-136
O USS LST-136 foi um navio de guerra norte-americano da classe LST que operou durante a Segunda Guerra Mundial.